# Женская сборная Сейшельских Островов по волейболу
Женская национальная сборная Сейшельских Островов по волейболу (англ. Seychelles women's national volleyball team, фр. L'équipe de volleyball féminin des Seychelles) — представляет Сейшельские Острова на международных волейбольных соревнованиях. Управляющей организацией выступает Сейшельская федерация волейбола (SVF).

## История
Сейшельская федерация волейбола является членом ФИВБ с 1982 года. Тремя годами позже женская сборная страны дебютировала на международной арене, приняв участие в волейбольном турнире вторых Игр островов Индийского океана.
На континентальном уровне сейшельские волейболистки впервые появились в 1991 году на Всеафриканских играх, проходивших в столице Египта Каире. В дальнейшем женская сборная Сейшельских Островов регулярно квалифицировалась в число участников волейбольных турниров этих мультиспортивных соревнований от своей зоны Африканской конфедерации волейбола. Лучшим результатом островитянок на Играх стало 4-е место, занятое ими в 2007 и 2015 годах. В турнире 2007 года они вышли в плей-офф, но затем уступили в полуфинале национальной команде Камеруна 0:3, а затем с тем же счётом в матче за бронзу и сборной Кении. Аналогичным образом сейшельские волейболистки выступили и на Играх 2015 года, выйдя в полуфинал плей-офф, где проиграли Камеруну 0:3 и в матче за 3-е место Египту также 0:3.
В 2001 году сборная Сейшельских Островов впервые приняла участие в чемпионате Африки. То первенство, проходившее в нигерийском Порт-Харкорте, завершилось весьма неожиданно. Одержав четыре победы в четырёх проведённых матчах золотые награды выиграли сейшельские волейболистки, победив в финале в пятисетовом противостоянии команду-хозяйку соревнований — сборную Нигерии. Сразу 4 островитянки получили индивидуальные призы по итогам чемпионата. Самым ценным игроком признана Мариль Бенуа, лучшей связующей Жерина Бонн, нападающей — Анни Дюгасс, либеро — Мари-Антуан Жильбер. Несомненно облегчило задачу участвовавших в первенстве команд тот факт, что турнир проигнорировал целый ряд ведущих волейбольных сборных «чёрного континента» — Египет, Кения, Тунис, Алжир. И тем не менее результат национальной команды, представлявшей самое маленькое государство Африки, достоин уважения.
На следующем африканском первенстве в 2003 году островитянки выступили неудачно, заняв лишь 6-е место при 8 участниках и в дальнейшем в континентальных чемпионатах участия не принимали.
Дважды сборная Сейшельских островов пыталась квалифицироваться на Олимпийские игры и один раз на чемпионат мира, но безуспешно.

## Результаты выступлений и составы

### Олимпийские игры
Сборная Сейшельских Островов принимала участие в квалификации Олимпийских волейбольных турниров 2004 и 2012 годов, но пройти отбор на Олимпиаду не смогла.
- 2012 (квалификация): Аннарита Аделед, Атила Боннлам, Майя Бионг, Сандра Жозеф, Териль Сонгуар, Таня Солен, Петра Ришар, Флора Лесперанс, Келли Матомбе, Стефи Барберо, Женевьев Нисетт, Натали Агнес. Тренер — Николь Лесперанс.

### Чемпионаты мира
Сборная Сейшельских Островов приняла участие в одном квалификационном турнире чемпионата мира.
- 2014 — не квалифицировалась
- 2014 (квалификация): Майя Бионг, Териль Сонгуар, Петра Ришар, Флора Лесперанс, Ивонн Легэ, Мелина Криспен, Петрина Виктор, Рона Дубиньон, Берлира Жаклин, Даян Бамбош, Келли Рат, Мануэла Монти, Натали Агнес, Антуанетт Куатр, Ванита Роз. Тренер — Николь Лесперанс.

### Чемпионат Африки
Сборная Сейшельских Островов принимала участие только в двух чемпионатах Африки.
- 2001 —  1-е место
- 2003 — 6-е место
- 2001: Брижитт Роз, Мари-Клод Лоранс, Мари-Анж Бушеро, Бесси Волси, Анни Дюгасс, Мозианн Анконо, Жерина Бонн, Мари-Антуан Жильбер, Мариль Бенуа, Тина Агатин, Трэси Сервина.

### Африканские игры
| - 1978 — не участвовала - 1987 — не участвовала - 1991 — 9—10-е место - 1995 — 5—6-е место - 1999 — 5—6-е место - 2003 — 5—6-е место | - 2007 — 4-е место - 2011 — 7-е место - 2015 — 4-е место - 2019 — 7-е место - 2024 — 9-е место |

- 2003: Мариль Финесс, Бесси Волси, Ивонн Легэ, Мари-Анж Бушеро, Натали Агнес, Анни Дюгасс, Энн Делси, Жерина Бонн, Саманта Эжени, Трэси Сервина, Мари-Клод Лоранс. Тренер — Николь Лесперанс.
- 2011: Сандра Жозеф, Саманта Люсьени, Майя Бионг, Мелина Криспен, Келли Матомбе, Териль Сонгуар, Натали Агнес, Мариэль Бонн, Тина Агатин, Петра Ришар, Виржини Ришар, Флора Лесперанс. Тренер — Жюльен Онезим.
- 2019: Ангелик Аделин, Атила Боннлам, Камилла Франкур, Катрина Симон, Хилари Муррис, Мануэла Монти, Майя Бионг, Натифа Маренго, Найели Этьенн, Петра Ришар, Петрина Виктор, Ванита Роз. Тренер — Жюльен Онезим.

### Игры островов Индийского океана
| - 1979 — не участвовала - 1985 — 4-е место - 1990 — 3-е место - 1993 — 3-е место - 1998 — 1-е место - 2003 — 1-е место | - 2007 — 2-е место - 2011 — 1-е место - 2015 — 1-е место - 2019 — 1-е место - 2023 — 1-е место |

## Состав
Сборная Сейшельских Островов на Африканских играх 2024.
| №  | Имя, фамилия              | Год рождения | Рост | Амплуа                | Клуб                  |
| -- | ------------------------- | ------------ | ---- | --------------------- | --------------------- |
| 2  | Камилла Франкур           | 1998         | 160  | связующая             | Сейшельские Острова   |
| 3  | Найели Этьенн             | 2000         | 178  | нападающая            | «Сити Ледис» Виктория |
| 4  | Натифа Маренго            | 1992         | 160  | либеро                | Сейшельские Острова   |
| 5  | Петрина Виктор            | 1993         | 174  | нападающая            | «Арсу» Виктория       |
| 6  | Ванита Роз                | 1988         | 170  | центральная           | Сейшельские Острова   |
| 7  | Хилари Нуррис             | 1991         | 171  | связующая центральная | Сейшельские Острова   |
| 14 | Анжелик Аделин            | 1993         | 178  | нападающая            | Сейшельские Острова   |
| 15 | Мануэла Монти             | 1988         | 177  | нападающая            | «Каскад» Виктория     |
| 16 | Дания Мари-Антуанетт Оаро | 1998         | 171  | центральная           | «Арсу» Виктория       |
| 17 | Таня Тьерра Солин         | 1993         | 165  |                       | Сейшельские Острова   |

- Главный тренер — Жюльен Онезим.